# Robert Webber
Robert Laman Webber, född 14 oktober 1924 i Santa Ana, Kalifornien, död 17 maj 1989 i Malibu, Kalifornien, var en amerikansk skådespelare.

## Roller i urval
- 1957 – 12 edsvurna män
- 1962 – Alfred Hitchcock presenterar (TV-serie)
- 1963 – Inga rosor åt bruden
- 1965 – Harper – En kille på hugget
- 1965 – Het strand
- 1965 – Matt Helm: vilken toppagent!
- 1965 – The Third Day
- 1966 – Storslam i Los Angeles
- 1967 – Vad gör du i min säng...
- 1967 – 12 fördömda män
- 1968 – Manon 70
- 1969 – The Big Bounce
- 1970 – Det stora vita hoppet
- 1971 – Den perfekta stöten
- 1972 – På farligt uppdrag (TV-serie)
- 1973 – Kojak (TV-serie)
- 1974 – Jakten på Alfredo Garcias huvud
- 1975 – Kalabalik i Fjärran Östern
- 1975 – Rockford tar över (TV-serie)
- 1976 – Slaget om Midway
- 1977 – Madame Claude - erotikens drottning
- 1978 – Rosa Panterns hämnd
- 1979 – Blåst på konfekten
- 1980 – Tjejen som gjorde lumpen
- 1981 – S.O.B. - paniken i drömfabriken!
- 1982 – En sekund före noll
- 1982 – Specialstyrka S-A-S
- 1985 – De vilda gässen 2
- 1986–1988 – Par i brott (TV-serie)
- 1987 – Berättelsen om Claudia